# Карло Еммануеле Ферреро Ла Мармора
Карло Еммануеле Ферреро Ла Ма́рмора (італ. Carlo Emanuele Ferrero della Marmora; 29 березня 1788, Турин — 21 лютого 1855, Турин) — італійський генерал та політик.

## Біографія
Карло Еммануеле Ферреро Ла Мармора народився 29 березня 1788 року у Турині, в сім'ї маркіза Челестіно Ферреро делла Мармора (італ. Celestino Ferrero della Marmora), капітана Іврейського полку, та графині Рафаелли Арджентеро ді Версеціо (італ. Raffaella Argentero di Bersezio). Він був одним із 13 дітей подружжя. Троє його братів (Альберто, Альфонсо та Алессандро ) також стали відомими італійськими військовими і політичними діячами.
Свою військову кар'єру розпочав у віці 16 років, коли був зарахований до складу почесної гвардії супроводу Наполеон з нагоди його візиту в Турин.
14 серпня 1806 року отримав звання молодшого лейтенанта у 260 кавалерійському полку французької армії. У 1807 році брав участь у бойових діях у Пруссії, у 1808 і 1810 роках — в Іспанії. 12 вересня 1810 року отримав серйозне поранення в коліно, внаслідок чого кульгав до кінця життя, але це не завадило йому продовжити військову кар'єру.
14 вересня 1812 року отримав звання лейтенанта. 4 липня 1813 року отримав звання капітана у 21-му кавалерійському полку. Брав участь у бойових діях в Саксонії, але через декілька місяців через болі від давнього поранення вийшов у відставку.
Після падіння Наполеона увійшов до складу армії Сардинського королівства. 9 серпня 1814 року був зарахований до складу полку королівських драгунів у звання лейтенанта. 31 січня 1816 року був нагороджений Савойським військовим орденом. У вересні 1817 року отримав звання капітана, 28 вересня 1819 року призначений головнокомандувачем міліції у провінції Б'єлла.
У 1820 році одружився з Маріанною Гаттінара ді Сакешкіті у Икуьу(італ. Marianna Gattinara di Sartirana e Breme). У шлюбі народилось шестеро дітей.
31 січня 1821 року Карло Еммануеле Ла Мармора отримав звання капітана кавалерії і призначений у штаб армії принца Карла Альберта, з яким вони стали близькими друзями. У 1824 році Карло Еммануеле Ла Мармора був призначений першим зброєносцем принца, у 1831 році отримав звання майора кавалерії.
Зі сходженням Карла Альберта на трон кар'єрне зростання Карло Еммануеле Ла Мармора йде набагато швидше. 28 квітня 1831 року він стає камергером короля Карла Альберта, залишаючись також його першим зброєносцем. 3 листопада 1831 року отримує звання лейтенант-полковника кавалерії, командуючи особистою гвардією короля. У 1834 році отримує звання полковника, у 1839 році — генерал-майора. Брав участь в Першій війні за незалежність Італії.
14 жовтня 1848 року призначений сенатором, у 1849 році отримав звання генерал-лейтенанта та призначений першим ад'ютантом короля. Після поразки у битві під Новарою король Карл Альберт зрікся престолу і виїхав у Португалію. Карло Еммануеле Ла Мармора супроводжував його у цій поїздці.
Повернувшись до Турина, Карло Еммануеле Ла Мармора був призначений першим ад'ютантом нового короля Віктора Емануїла II. Після смерті Карла Альберта улітку 1849 року він очолював офіційну делегацію, яка доправила прах Карла Альберта на батьківщину.
Останні роки свого життя Карло Еммануеле Ла Мармора провадив активну діяльність в Сенаті.
Помер 21 лютого 1854 року. Похований в родинній усипальниці в базиліці Сан Себастьяно в Б'єллі.

## Нагороди

### Італійські нагороди
- Кавалер Вищого ордена Святого Благовіщення
- Кавалер Великого хреста Ордена Святих Маврикія та Лазаря
- Кавалер Савойського військового ордена

### Іноземні нагороди
- Командор Ордена Христа (Португалія)
- Кавалер Ордена Почесного легіону (Франція)
- Кавалер Ордена Корони (Пруссія)
- Кавалер Ордена Святої Анни 4 ступеня (Російська імперія)